# Универзитет у Торину
45° 04′ 10″ N 7° 41′ 20″ E / 45.06944° С; 7.68889° И
Универзитет у Торину (итал. Università degli Studi di Torino - UNITO) је јавни универзитет у италијанском граду Торино.
Основан је 1404, на иницијативу Лудовика из династије Савоја. Од 1427. до 1436. универзитет се сели у Кјери и Савиљано. Затвара се 1536, али га Емануеле Филиберто поново отвара три године касније. Модернизује се по узору на универзитет у Болоњи.
Захваљујући реформама Виторија Амедеја II, универзитет у Торину постаје узор другим универзитетима. Током 18. века  долази до развоја, па су отварају нова одељења. У 20. веку универзитет у Торину је био један од центрара антифашизма. После рата, спроведене су многе промене и број студената се увећавао.
Крајем 1990-их, локални кампуси Алесандрије, Новаре и Верчели су постали аутономне јединице новоформираног универзитета Источног Пијемонта.
Данас универзитет има око 70.000 студентата, око 4.000 чланова академског, техничког и административног особља као и око 1800 студената на докторским студијама. Састоји се од 120 зграда и један је од већих у Италији. Универзитетске библиотеке имају око 2 милиона књига.

## Факултети
Универзитет је подељен на 55 делова смештених на 12 факултета:
- Агрономски факултет
- Економски факултет
- Педагошки факултет
- Факултет за стране језике и литературу
- Правни факултет
- Филозофски факултет
- Факултет за математику, физику и природне науке
- Факултет за медицину и хирургију
- Фармацеутски факултет
- Факултет политичких наука
- Факултет за психологију
- Ветеринарски факултет